# So Far
So Far es un álbum recopilatorio del grupo Crosby, Stills, Nash & Young, publiado por la compañía discográfica Atlantic Records en agosto de 1974. El álbum, certificado seis veces como disco de platino por la RIAA, se convirtió en el tercer número uno consecutivo en la lista estadounidense Billboard 200, después de Déjà Vu y 4 Way Street.

## Contenido
El álbum contiene cinco de los seis sencillos publicados por Crosby, Stills, Nash & Young, a excepción de «Marrakesh Express». Incluyó también por primera vez el sencillo «Ohio», así como su cara B «Find the Cost of Freedom». Los otros cinco temas fueron extraídos de los dos primeros álbumes de estudio, Crosby, Stills & Nash y Déjà Vu.
La portada fue diseñada por Joni Mitchell, que también coescribió la canción «Woodstock». El álbum fue reeditado en disco compacto a mediados de la década de 1980, y nuevamente en 1994 tras ser remasterizado por Joe Gastwirt en los Ocean View Digital usando las cintas maestras originales.

## Lista de canciones
| Cara A |                            |                                            |                       |          |  |
| N.º    | Título                     | Escritor(es)                               | Álbum original        | Duración |  |
| 1.     | «Déjà Vu»                  | David Crosby                               | Déjà Vu               | 4:10     |  |
| 2.     | «Helplessly Hoping»        | Stephen Stills                             | Crosby, Stills & Nash | 2:38     |  |
| 3.     | «Wooden Ships»             | David Crosby, Stephen Stills, Paul Kantner | Crosby, Stills & Nash | 5:26     |  |
| 4.     | «Teach Your Children»      | Graham Nash                                | Déjà Vu               | 2:53     |  |
| 5.     | «Ohio»                     | Neil Young                                 | Sencillo de 1970      | 3:00     |  |
| 6.     | «Find the Cost of Freedom» | Stephen Stills                             | Sencillo de 1970      | 2:01     |  |

| Cara B |                         |                |                       |          |  |
| N.º    | Título                  | Escritor(es)   | Álbum original        | Duración |  |
| 1.     | «Woodstock»             | Joni Mitchell  | Déjà Vu               | 3:52     |  |
| 2.     | «Our House»             | Graham Nash    | Déjà Vu               | 2:58     |  |
| 3.     | «Helpless»              | Neil Young     | Déjà Vu               | 3:34     |  |
| 4.     | «Guinnevere»            | David Crosby   | Crosby, Stills & Nash | 4:38     |  |
| 5.     | «Suite: Judy Blue Eyes» | Stephen Stills | Crosby, Stills & Nash | 7:24     |  |

## Personal
- David Crosby: voz, guitarra acústica y guitarra rítmica
- Stephen Stills: voz, guitarras, teclados y bajo
- Graham Nash: voz, piano, guitarra rítmica y pandereta
- Neil Young: voz, guitarras y guitarra eléctrica
- Greg Reeves: bajo
- Calvin "Fuzzy" Samuels: bajo
- Dallas Taylor: batería y pandereta
- Johnny Barbata: batería
- John Sebastian: armónica
- Jerry Garcia: pedal steel guitar

## Posición en listas
| País           | Lista         | Posición |
| -------------- | ------------- | -------- |
| Estados Unidos | Billboard 200 | 1        |

## Certificaciones
| Fecha                   | País           | Organismo certificador | Certificación | Ventas certificadas |
| ----------------------- | -------------- | ---------------------- | ------------- | ------------------- |
| 18 de diciembre de 1992 | Estados Unidos | RIAA                   | Platino (x6)  | 6 000 000           |